# ДРСУ-5
ДРСУ-5 — деревня в Смоленском районе Смоленской области России. Входит в состав Дивасовского сельского поселения. Население — 212 жителей (2016 год).
Расположена в западной части области в 5 км к северо-западу от Смоленска, в 0,1 км южнее автодороги М1 «Беларусь». В 8 км южнее деревни расположена железнодорожная станция Смоленск на линии Москва — Минск.

## История
В годы Великой Отечественной войны деревня была оккупирована гитлеровскими войсками в июле 1941 года, освобождена в сентябре 1943 года. 